# 152-мм корабельна гармата BL 6 inch Mk XXIII
152-мм (6-дюймова) корабельна артилерійська система марки BL 6 inch Mk XXIII (англ. BL 6 inch Mk XXIII naval gun) — британська корабельна гармата періоду Другої світової війни. Артилерійська система BL 6 inch Mk XXIII була прийнята на озброєння Королівського ВМФ Великої Британії на заміну BL 8 inch Mk VIII і стала основним корабельним озброєнням легких крейсерів різного типу, що перебували на озброєнні британських та країн Співдружності військово-морських сил.